# Tenorsaxofoon
De tenorsaxofoon of tenorsax is na de altsaxofoon de meest voorkomende saxofoon. Het instrument is meestal in de toonsoort Bes gestemd; de meeste Amerikaanse modellen hebben een stempel met "low pitch" gestemd in B♭ (bes) of "high pitch", de zogenaamde harmoniestemming, ongeveer een halve toon hoger dan gebruikelijk. De high pitch instrumenten kunnen niet gebruikt worden samen met low pitch instrumenten. Veel oudere saxofoons zijn high pitch gestemd,zonder dat dit te zien is aan het instrument. Een enkele keer is een tenorsax gestemd in C; dit heet een C-melody-saxofoon en deze is iets kleiner dan de tenor. Beide hebben een S-vorm met een zwanenhals.
De tenorsax heeft een rijke klank en wordt in harmonieorkesten, fanfareorkesten en bigbands gebruikt. Het is een belangrijk instrument in de jazz. Het heeft een bereik van A♭ tot E2. Muziek voor de tenorsax wordt in de G-sleutel genoteerd van B♭ tot Fis3 en klinkt een noot lager.

## Geluid
Bekende merken zijn Yamaha, Jupiter, Selmer, Yanagisawa, King, Keilwerth, Conn en Martin.
In het hedendaagse tenorsaxgeluid is de standaard gezet door de Selmer, maar er zijn echter ook nog saxen met een kenmerkend ander geluid zoals de King Zephyr, Buescher Top Hat and Cane en Martin The Martin. De saxofoon heeft echter een minder groot aandeel in het geluid dan het mondstuk in combinatie met het riet. De speler zelf bepaalt grotendeels hoe de saxofoon klinkt.

## Bekende tenorsaxofonisten
- Fred Anderson
- Sean Bergin
- Jasper Blom
- Michael Brecker
- Ace Cannon
- Clarence Clemons
- John Coltrane
- Tobias Delius
- Hans Dulfer
- Mete Erker
- Bob Franceschini
- Stan Getz
- Paul Gonsalves
- Dexter Gordon

- Coleman Hawkins
- Yuri Honing
- Joe Henderson
- Raphael Ravenscroft
- Joshua Redman
- Sonny Rollins
- Wayne Shorter (Miles Davis-kwintet, Weather Report)
- Zoot Sims
- Sonny Stitt
- Lucky Thompson
- Joe Vanenkhuizen
- Ben Webster
- Lester Young